# Oulun Työväen Palloilijat
Oulun Työväen Palloilijat – fiński klub piłkarski z siedzibą w mieście Oulu.

## Osiągnięcia
- Finalista Pucharu Finlandii: 1974, 1987, 1988

## Historia
Klub założony został w 1946 roku. W 1966 roku klub debiutował w najwyższej lidze mistrzostw, a w 1991 po raz ostatni zagrał w niej, po czym spadł do drugiej ligi.